# Condado Vanderbilt Hotel
Pour les articles homonymes, voir Vanderbilt.
Le Condado Vanderbilt Hotel est un hôtel américain situé à San Juan, à Porto Rico. Ouvert en 1919, cet établissement est inscrit au Registre national des lieux historiques depuis le 25 novembre 2008 et est membre des Historic Hotels of America et des Historic Hotels Worldwide depuis 2015.